# 武者小路公共
武者小路公共（日语：武者小路 公共，1882年8月29日—1962年4月21日），第二次世界大战前后的日本外交官。武者小路公共毕业于东京帝国大学，1929年至1933年担任日本驻瑞典大使，1934年至1937年担任日本驻德国大使，1936年签署《反共产国际协定》。战后被占领当局清除出政界。弟弟为武者小路实笃。儿子为武者小路公秀。